# Улица Курчатова (Мелитополь)
Улица Курчатова (укр. Вулиця Курчатова) — улица в Мелитополе, на Песчаном. Названа в честь советского физика-ядерщика Игоря Васильевича Курчатова (1903—1960). Начинается от переулка Павла Сивицкого, спускается с горы, пересекая безымянный переулок между улицами Михаила Оратовского и Белякова, сообщается междворовым проездом с улицей Грибоедова, пересекает улицу Павла Сивицкого и оканчивается, поворачивая направо под прямым углом и выходя на Моторную улицу.

## История
Территория, на которой находится улица, с 1860-х годов входила в состав села Песчаного. Но большие сельские огороды по нынешней улице Белякова смыкались с огородами по нынешней улице Михаила Оратовского, и никаких улиц между Белякова и М. Оратовского в то время не было. В 1939 году село Песчаное вошло в состав Мелитополя.
Решение о прокладке улицы Курчатова на месте бывших огородов улиц М. Оратовского и Белякова было принято 6 июля 1967 года. Годом ранее была прорезана улица Грибоедова, а через годом позже — Моторная.
Улица была покрыта щебнем, в 2000-е годы состояние дорожного покрытия сильно ухудшилось, но в 2009 году улица была прогрейдирована. В 2008 году было восстановлено уличное освещение.
Застроена частными домами. На перекрёстке с улицей П. Сивицкого находится водокачка (действуют с 1956—1958 годов).

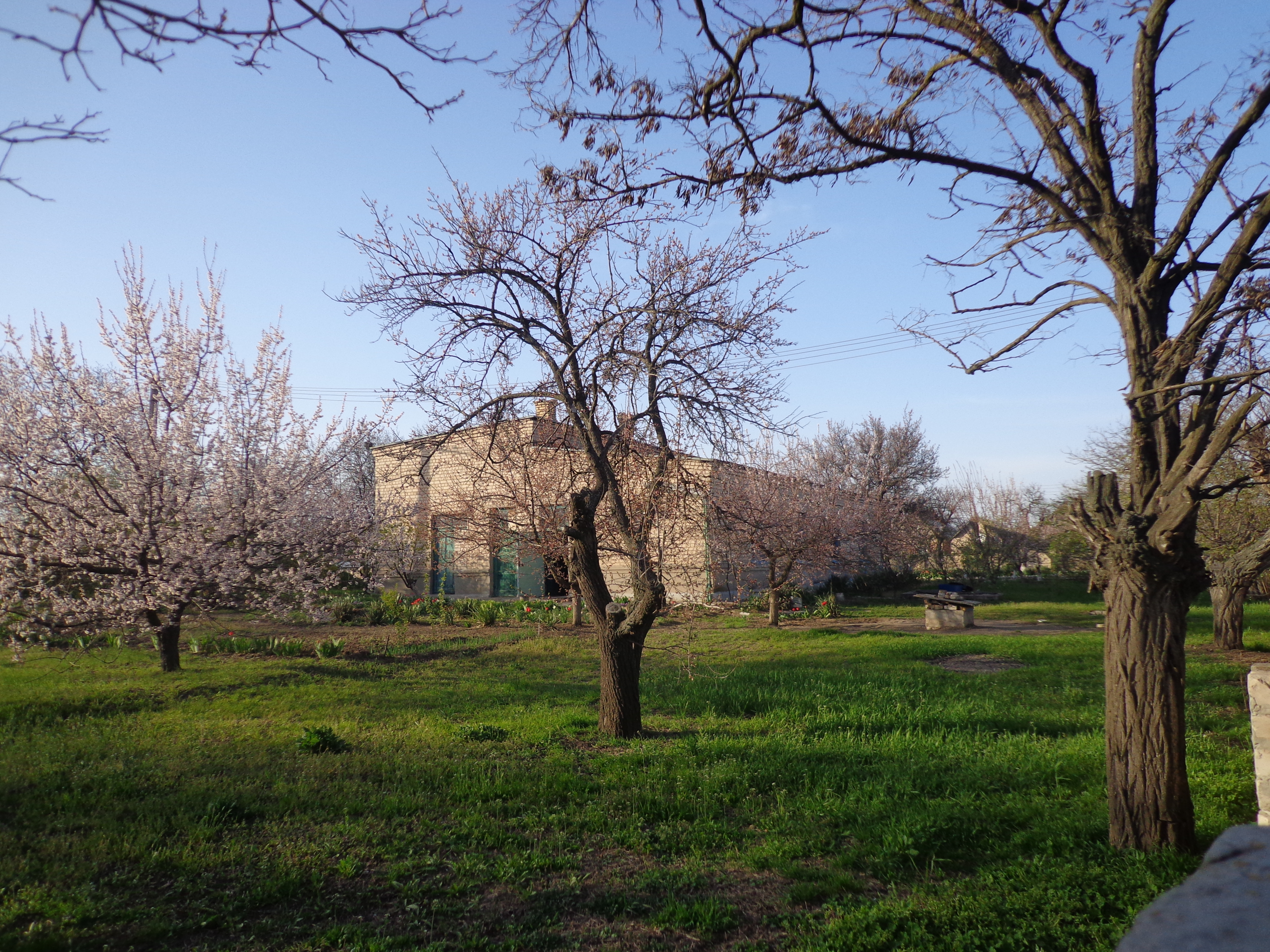
Водокачка на перекрёстке с ул. Павла Сивицкого (вид поверх забора)
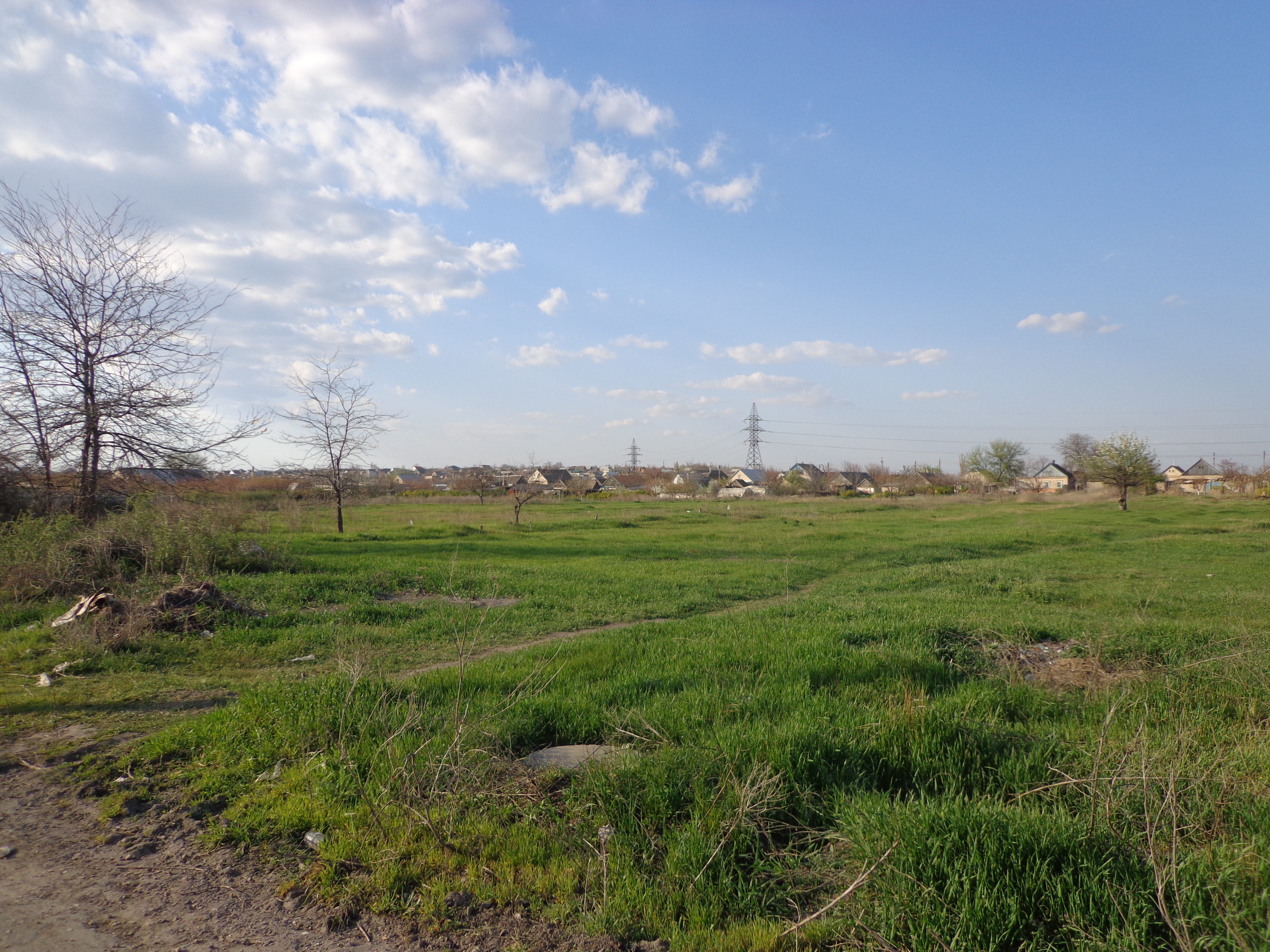
Пустырь и тропинка на ул. Грибоедова
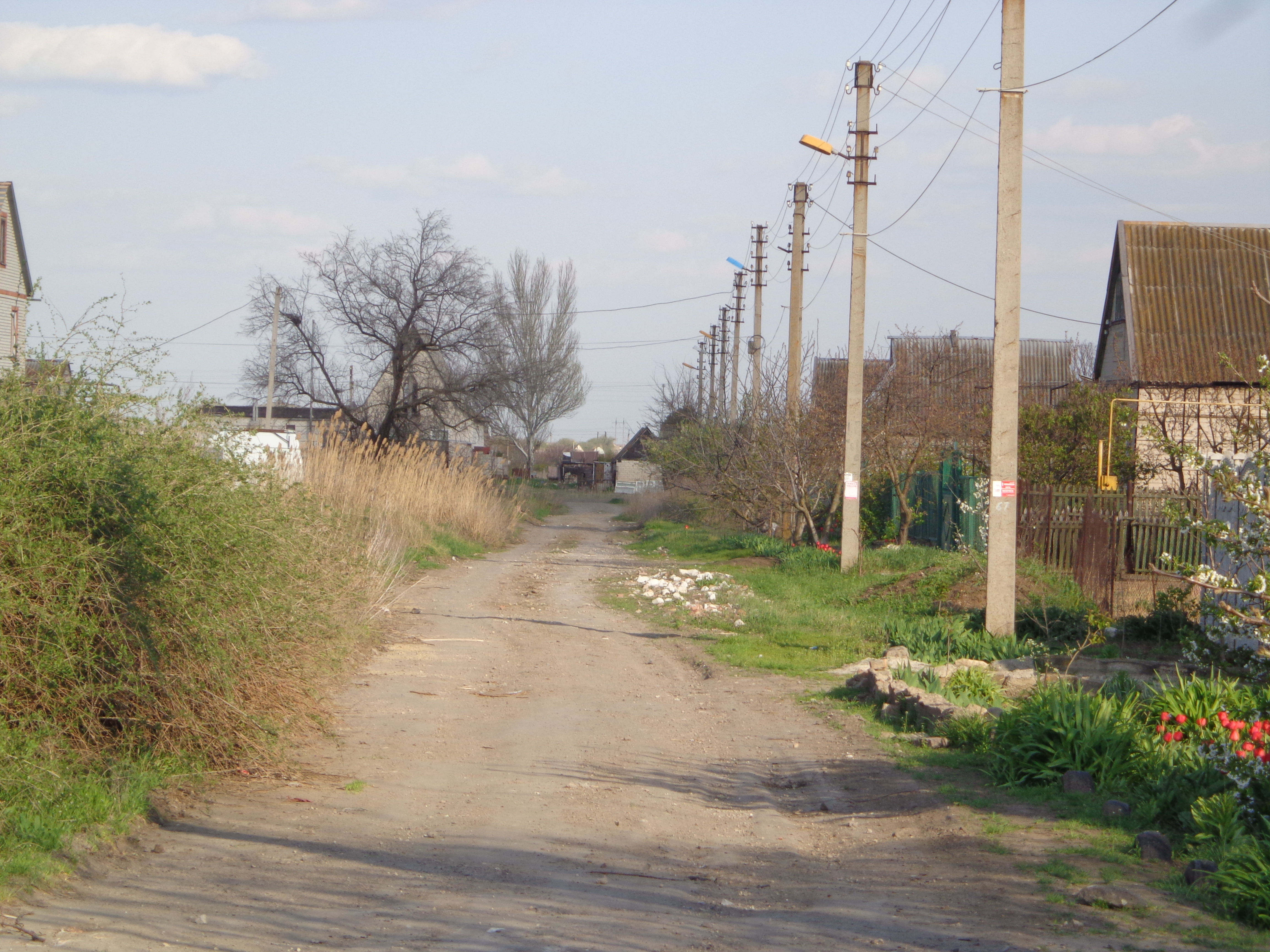
Конец улицы